# آکین اوزترک
آکین اوزترک (انگلیسی: Akın Öztürk؛ زادهٔ ۲۱ فوریهٔ ۱۹۵۲) یک فرد نظامی اهل ترکیه است.
اوزترک در فاصله سال‌های ۲۰۱۳ تا ۲۰۱۵ میلادی فرمانده نیروی هوایی ترکیه بوده است. وی از ماه آگوست سال ۲۰۱۵ میلادی به عنوان عضوی از شورای عالی نظامی ترکیه فعالیت کرده است. او در پی کودتای نافرجام ۲۰۱۶ ترکیه به اتهام خیانت به میهن تحت پیگرد قضایی قرار گرفت.